# De witte gems
De witte gems is een kort stripverhaal uit de reeks van Suske en Wiske. Het is niet opgenomen in de Vierkleurenreeks.
Het werd oorspronkelijk uitgegeven in een Vakantieboek. In 1983 is het ook uitgegeven als Vakantieattentie van de Amro Bank.

## Locaties
- Oostenrijkse Alpen

## Personages
- Suske, Wiske, tante Sidonia, Lambik, Jerom, Hannelore (eigenaresse van de berghut en dochter van de waard van de herberg), Murmel en andere Alpenmarmotten, Frits (verloofde van Hannelore), stropers, de witte (vliegende) gems en andere gemzen, de holeman.

## Het verhaal
De vrienden zijn op vakantie in Oostenrijk en Suske en Wiske gaan een berg beklimmen. Ze komen in problemen door noodweer en worden gered door een vliegende witte gems. De vrienden geloven het verhaal niet en Lambik wordt naar de eigenaar van het huisje gestuurd als blijkt dat de waterpomp stuk is. De eigenaar is Hannelore, de dochter van de waard uit de herberg, en Lambik is erg van haar gecharmeerd. Suske en Wiske vragen naar de vliegende witte gems en Hannelore vertelt dat het verhaal waar is. De witte gems beschermt marmotten tegen jagers en de holeman.
Ook Jerom is gecharmeerd van Hannelore en hij is samen met Lambik naar de herberg als Suske en Wiske het bos in trekken. Als ze zien dat jagers op marmotten willen jagen proberen ze dit te voorkomen en laten de lokhamster ontsnappen, maar ze worden vastgebonden door de jagers en achtergelaten in het bos. Ze worden bevrijd door de hamsters die door Murmel, de lokhamster, zijn gewaarschuwd. De kinderen worden naar de grot van de hamsters gebracht en ontmoeten een sprekende hamster die nog uit de tijd stamt dat dieren konden spreken. De hamster vertelt over de holeman die boven in de bergen woont en meer dan twee meter lang is.
Lambik en Jerom keren dronken terug uit de herberg en zien onderweg de witte gems die hen waarschuwt voor de holeman. Ze zien Hannelore en de holeman, Hannelore vertelt dat haar verloofde zich heeft vermomd om haar te kunnen ontmoeten, want haar vader is tegen hun relatie. Maar bij de berghut verschijnt de echte holeman en Lambik gelooft dit pas nadat hij hardhandig met het monster heeft kennisgemaakt en de echte Frits komt opdagen. Frits en Hannelore horen bij de dierenbescherming en nu de trek van de gemzen begint zijn er veel stropers in het gebied. De sprekende marmot komt ook naar de berghut en vraagt de vrienden om hulp nu een bende stropers de bergen in getrokken zijn.
De vrienden kunnen enkele stropers tegenhouden, maar er zijn al anderen de bergen in getrokken. Suske en Wiske gaan verder de berg op terwijl Lambik en Jerom de stropers naar de politie brengen. Ze klimmen op de rug van de vliegende gems en bekogelen de stropers met stenen en leveren deze ook af bij de politie. Samen met Frits gaan ze opnieuw de bergen in en zien dat de klam is ingestort. Als Frits op weg gaat naar Lambik en Jerom zien Wiske hoe de witte gems nog meer stenen op de klam gooit. Dan blijkt de witte gems eigenlijk de holeman te zijn; met zijn toverkracht kon hij zich in een witte gevleugelde gems omtoveren en maakte hiervan gebruik door te doen alsof hij de gemzen hielp. In werkelijkheid lokte hij hen telkens in de val want hij leeft van gemzenvlees. Jerom redt de kinderen van de holeman en verslaat hem, waardoor hij veel kleiner wordt en toverkracht kwijtraakt. Jerom bevrijdt de gemzen uit de klam en de kleine holeman mag voortaan het wagentje van de sprekende marmot trekken. Lambik en Jerom besluiten Frits alle lof voor de redding van de gemzen toe te kennen en hierdoor geeft Hannelores vader uiteindelijk toch toestemming voor het huwelijk.

## Fouten in het verhaal
- Op bladzijde 9 maken Suske en Wiske een boswandeling. Ze komen enkele jagers tegen die een Marmotje in een kooi bij zich hebben. Wiske bevrijdt ongemerkt het diertje, en deze vlucht meteen het bos in. Wanneer de jagers later met het kooitje vertrekken, is duidelijk te zien dat er weer een diertje in het kooitje zit, terwijl die eerder was bevrijd.